# سیارک ۲۵۵۶۵
سیارک ۲۵۵۶۵ (به انگلیسی: 25565 Lusiyang، نامگذاری:1999XM175)۲۵۵۶۵مین سیارک کشف شده‌است که در ۱۰ دسامبر ۱۹۹۹ کشف شد.